# 小林宗作
小林 宗作（こばやし そうさく、1893年6月15日 - 1963年2月8日）は、日本のリトミック研究者・幼児教育研究家。
群馬県吾妻郡岩島村（現・東吾妻町）出身。東京音楽学校乙種師範科（現・東京芸術大学音楽学部）卒。本名は、金子 宗作（旧姓：小林）。

## 来歴
1893年、群馬県岩島村の農家の三男（末子）として誕生。長姉の養子となり、金子姓となるが、基本的に小林宗作の名を用いた。
1899年、吾妻郡三島小学校入学。1907年、三島小学校高等科卒業後、代用教員を務める。1911年、音楽教師を志して上京し、東京都新宿牛込小学校に勤務する。1916年、東京音楽学校乙種師範科（高等小学校卒業者対象の1年制課程）入学。1917年、東京音楽学校を卒業、同大学選科に進学する。この頃、公立小学校や成蹊小学校に勤務しており、学業と仕事の両立が難しかったからか、選科に5年間在籍した後に中退している。次兄も群馬師範学校を卒業し、群馬や東京の小学校教員・校長を歴任するなど宗作と同じ道を歩んだ。しかし、教育観の相違からか、二人は頻繁な交流にもかかわらず、しばしば対立することがあったという。
1923年、スイス・フランス・ドイツ・イタリア・イギリスに留学。ダルクローズ音楽学院ではリトミックをエミール・ジャック=ダルクローズに学ぶ。帰国後、石井漠舞踊研究所・東洋英和女学院・国立音楽学校などで教鞭をとる。また、小原国芳とともに成城幼稚園設立に参画する。1930年、再び渡欧し、パリ・ミラノ・ベルリンに留学する。大正自由教育運動の中で、就学前・初等教育の段階にある子供たちに、より自由で芸術的な音楽教育を志向し、幼児教育・音楽リズムと造形リズムの関係・音楽と体操の結合について研究し、その成果を日本の教育界に紹介した。
1937年、成城幼稚園を退職し、手塚岸衛が創立した自由ヶ丘小学校を石井漠の勧めで引き取り、トモエ学園に改める。なお、宗作は長男の名前にも、学校と同じ「巴」を付けている。1945年、空襲で学園を焼失する。燃えている学園を見ながら長男の巴に「今度はどんな学校を作ろうか」とつぶやいたという。1948年、さくら幼稚園を設立し、初代園長に就任する。1949年、国立中学校・国立音楽高校のリトミック指導者に就き、翌年には国立音楽大学講師に就く。
1963年、死去。
教え子に、井上園子、黒柳徹子、山内泰二、池内淳子、津島恵子、美輪明宏らがいる。

## 演じた人物
- 竹中直人 - トットちゃん!
- 役所広司 - 窓ぎわのトットちゃん（声の出演）